# Ghandruk
Ghandruk (nep. घान्द्रुक) – gaun wikas samiti w zachodniej części Nepalu w strefie Gandaki w dystrykcie Kaski. Według nepalskiego spisu powszechnego z 2001 roku liczył on 1142 gospodarstw domowych i 5138 mieszkańców (2641 kobiet i 2497 mężczyzn).